# Cratere Omol'
Omol' è un cratere sulla superficie di Callisto.